# Hexosaminidasen
Hexosaminidasen sind Enzyme, die endständige Reste von N-Acetylglucosiden durch Hydrolyse abspalten, und diese so Schritt für Schritt abbauen. Diese Reaktion ist Bestandteil des Abbaus der Glykosaminoglykane und Glycosphingolipide in Tieren und von Chitin in Pflanzen und Bakterien. Beim Menschen sind fünf Proteine mit Hexosaminidase-Aktivität bekannt, die in mehreren Isoformen vorkommen und sich zu Enzymkomplexen zusammenlagern. Mutationen am HEXA-Gen sind die Ursache für Tay-Sachs-Krankheit, und Mutationen am HEXB-Gen sind für die Sandhoff-Krankheit verantwortlich.
Die fünf Hexosaminidasen werden Hexosaminidase A bis D und S genannt. Hexosaminidase A, B und S sind Proteinkomplexe und werden beide aus Produkten der beiden Gene HEXA (Untereinheit α) und HEXB (Untereinheiten βA und βB) gebildet. Das A-Enzym ist ein Trimer α-βA-βB, das B-Enzym ist ein Tetramer βA-βA-βB-βB und das S-Enzym ist ein Dimer α-α. Zuletzt ist Hexosaminidase C das Monomer des MGEA5-Genprodukts sowie D das Dimer des HEXDC-Genprodukts.
Hexosaminidasen bilden Familie 20 in der Klassifikation der Glykosidasen nach Henrissat.